# القصور الإدراكي اللاحق للعلاج الكيميائي
القصور الإدراكي اللاحق للعلاج الكيميائي (PCCI) (المعروف أيضا في الأوساط العلمية ب "CRCIs أو الاختلالات الإدراكية المرتبطة بالعلاج الكيميائي" وبلغة مبسطة القصور أو الضعف العقلي الناتج عن العلاج الكيماوي ، مخ الكيمو، ضباب الكيمو)، هو وصف للضعف المعرفي الذي يمكن أن ينتج عن العلاج الكيميائي، حيث يعاني حوالي 20٪ إلى 30٪ من الأشخاص الذين يخضعون للعلاج الكيميائي من مستوى  معين من الضعف الإدراكي بعد هذا العلاج. اكتشفت هذه الظاهرة لأول مرة عند إجراء تقييم لعدد كبير من الناجيات من سرطان الثدي اللواتي اشتكين من مشاكل بالذاكرة والطلاقة والقدرات المعرفية الأخرى التي أعاقت قدرتهن على أداء وظائفهن مقارنة بحالهن قبل العلاج الكيميائي.
على الرغم من أن أسباب وجود ضعف الإدراك اللاحق للعلاج الكيميائي كانت موضع جدل، فقد أكدت الدراسات الحديثة أن الضعف الإدراكي بعد العلاج الكيميائي هو تأثير جانبي حقيقي لهذا العلاج قابل للقياس ويظهر في بعض المرضى. في حين أن أي مريض بالسرطان قد يتعرض لضعف إدراكي مؤقت أثناء خضوعه للعلاج الكيميائي، فإن المرضى الذين يعانون من PCCI يستمرون في تجربة هذه الأعراض بعد فترة طويلة من اكتمال العلاج الكيميائي. غالبًا ما يُرى PCCI في المرضى الذين عولجوا من سرطان الثدي وسرطان المبيض وسرطان البروستاتا وغيرها من أنواع السرطان الإنجابية، وكذلك الأنواع الأخرى من السرطانات التي تتطلب علاجًا عنيفًا بالعلاج الكيميائي.
الأهمية السريرية للقصور الإدراكي اللاحق للعلاج الكيميائي كبيرة، بالنظر إلى العدد المتزايد من مجموع السكان الناجين على المدى الطويل من السرطان، وكثير منهم قد عولجوا بجرعات عنيفة من عقاقير العلاج الكيميائي، أو كان العلاج الكيميائي مساعد لأشكال أخرى من العلاج. في بعض المرضى، قد يؤثر الخوف من PCCI على قرارات العلاج. حجم التغييرات المعرفية المتعلقة بالعلاج الكيميائي وتأثيرها على أنشطة الحياة اليومية غير مؤكدة.

## الأعراض
تشمل أنظمة الجسم الأكثر تأثراً بعقاقير العلاج الكيميائي الذاكرة البصرية والدلالية والانتباه والتنسيق الحركي. قد تؤثر هذه الآثار على قدرة مريض العلاج الكيميائي على فهم واتخاذ القرارات المتعلقة بالعلاج والأداء في المدرسة أو العمل ويمكن أن تقلل من جودة الحياة. غالبًا ما يبلغ الناجون عن صعوبة القيام بمهام متعددة وفهم ما قرأوه للتو أو متابعة تطور محادثة ما واستعادة الكلمات.
قد تجد الناجيات من سرطان الثدي اللواتي عولجن بالعلاج الكيميائي صعوبة في أداء المهام أكثر من الناجيات اللواتي كان علاجهن جراحيًا. أن أدمغة الناجين من السرطان الذين عولجوا بالعلاج الكيميائي (بعد الجراحة) تقلصت جسديًا في حين أن أدمغة الأشخاص الذين عولجوا جراحيًا فقط لم تتقلص.
يأتي ضعف الإدراك بعد العلاج الكيميائي مفاجأة لكثير من الناجين من مرض السرطان. في كثير من الأحيان، يعتقد الناجون أن حياتهم ستعود إلى طبيعتها عندما يختفي السرطان، فقط ليجدوا أن الآثار المستمرة للضعف الإدراكي بعد العلاج الكيميائي تعيق جهودهم. العمل، والتواصل مع الأحباء، والقيام بالمهام اليومية - كل ذلك يمكن أن يكون صعبًا للغاية بالنسبة لضعف الدماغ. على الرغم من أن الضعف الإدراكي بعد العلاج الكيميائي يبدو مؤقتًا، إلا أنه يمكن أن يستمر طويلًا، مع استمرار بعض الحالات لمدة 10 سنوات أو أكثر.